# Diecezja Hongdong
Diecezja Hongdong (łac. Dioecesis Homtomensis, chiń. 天主教洪洞教区) – rzymskokatolicka diecezja ze stolicą w Hongdong, w prefekturze miejskiej Linfen, w prowincji Shanxi, w Chińskiej Republice Ludowej. Biskupstwo jest sufraganią archidiecezji Taiyuan.
W nomenklaturze Patriotycznego Stowarzyszenia Katolików Chińskich pod nazwą diecezja Linfen.

## Historia
17 czerwca 1932 papież Pius XI brewe Cum vicariatus erygował prefekturę apostolską Hongdong. Dotychczas wierni z tych terenów należeli do wikariatu apostolskiego Luanfu (obecnie diecezja Lu’an). 18 kwietnia 1950 podniesiono ją do rangi diecezji.
Od zwycięstwa komunistów w chińskiej wojnie domowej w 1949 diecezja, podobnie jak cały prześladowany Kościół katolicki w Chinach, nie może normalnie działać. Mimo trudności bp Francis Han Tingbi w latach 50. wyświęcił 14 nowych kapłanów. W 1958 bp Han Tingbi został aresztowany przez komunistów i skazany na obóz pracy przymusowej, ponieważ odmówił wyświęcania biskupów bez zgody papieża. W tym też roku komunistyczny rząd wprowadził w Hongtongu program wyeliminowania religii. Księża zostali aresztowani, a katedra zburzona. Jawne życie religijne zanikło do 1980. W 1979 z obozu zwolniono bp Han Tingbi. Powrócił on do swojej diecezji, gdzie rok później otwarto nową katedrę w zwróconym przez władze kościele. Hierarcha odmówił założenia oddziału Patriotycznego Stowarzyszenia Katolików Chińskich w swojej diecezji, był jednak uznawany za legalnego biskupa przez rząd pekiński.
W 1982 bp Han Tingbi potajemnie konsekrował Josepha Sun Yuanmo, wyświęconego w 1948 byłego więźnia obozów pracy. Początkowo był on biskupem pomocniczym, a w 1991 został koadiutorem bp Han Tingbi i po jego śmierci w tym samym roku przejął obowiązki ordynariusza. Miał on uznanie zarówno Stolicy Apostolskiej jak i rządu ChRL. W chwili jego śmierci w 2006 diecezja liczyła 36 kapłanów, 60 zakonnic i 30 000 wiernych.
W 2020 roku mianowano jego następcę Petera Liu Genzhu, który również posiada uznanie zarówno Stolicy Apostolskiej jak i rządu ChRL.

## Ordynariusze

### Prefekci apostolscy
- Peter Cheng Yutang (1932 – 1942)
- Joseph Gao Zhengyi (1943 – 1945)
- Francis Han Tingbi (1949 – 1950)

### Biskupi
- Francis Han Tingbi (1950 - 1991) w latach 1958 - 1979 więzień obozu pracy, nie miał w tym czasie realnej władzy w diecezji
- Joseph Sun Yuanmo (1991 – 2006)
- sede vacante
- Peter Liu Genzhu (od 2020)